# Grande il mio amore
Grande il mio amore è un album musicale, l'undicesimo e seconda raccolta, di Mariella Nava pubblicato nel 2003 dalla BMG Ricordi su licenza Calycanthus per la collana Top of the best.
È una raccolta di canzoni d'amore incise tra il 1988 e il 1994 per la BMG Ariola.

## Tracce
Testi e musiche di Mariella Nava.
1. Grande il mio amore
2. Dentro di me
3. Sposa
4. La mia riva
5. Ora si può dormire
6. Salvati amore
7. Fai piano
8. C'è da lavorare
9. Chiamalo entusiasmo
10. Immagina
11. Al punto giusto
12. Dove sei dove sei
13. Il giorno e la notte
14. L'ultima sera
15. Uno spiraglio al cuore
16. Saremo